# Tyrannides
Tyrannides è un infraordine di uccelli passeriformi del sottordine Tyranni endemico delle Americhe. Il gruppo si è verosimilmente originato in Sudamerica durante l'Eocene circa 45 milioni di anni fa.

## Tassonomia
I Tyrannides sono attualmente divisi in due parvordini (Furnariida e Tyrannida) contenenti undici famiglie. Le famiglie qui sotto elencate sono quelle riconosciute dall'International Ornithologists' Union (IOC).
- Pipridae
- Cotingidae
- Tityridae
- Tyrannidae
- Melanopareiidae
- Conopophagidae
- Thamnophilidae
- Grallariidae
- Rhinocryptidae
- Formicariidae
- Furnariidae

### Filogenesi
Il presente cladogramma mostrante le relazioni a livello filogenetico delle famiglie costituenti i Tyrannides si basa sullo studio della genetica molecolare compiuto da Carl Oliveros e collaboratori pubblicato nel 2019. Il nome delle famiglie e il numero delle rispettive specie fa riferimento a quello stabilito dall'International Ornithologists' Union (IOC).
|  | Cotingidae – 66 specie                                                            |
|  |                                                                                   |
|  | \| \| Tityridae – 45 specie \| \| \| \| \| \| Tyrannidae – 447 specie \| \| \| \| |
|  |                                                                                   |
|  | Tityridae – 45 specie                                                             |
|  |                                                                                   |
|  | Tyrannidae – 447 specie                                                           |
|  |                                                                                   |

|  | Tityridae – 45 specie   |
|  |                         |
|  | Tyrannidae – 447 specie |
|  |                         |

|  | Cotingidae – 66 specie                                                            |
|  |                                                                                   |
|  | \| \| Tityridae – 45 specie \| \| \| \| \| \| Tyrannidae – 447 specie \| \| \| \| |
|  |                                                                                   |
|  | Tityridae – 45 specie                                                             |
|  |                                                                                   |
|  | Tyrannidae – 447 specie                                                           |
|  |                                                                                   |

|  | Tityridae – 45 specie   |
|  |                         |
|  | Tyrannidae – 447 specie |
|  |                         |

|  | Melanopareiidae – 5 specie                                                                 |
|  |                                                                                            |
|  | \| \| Conopophagidae – 12 specie \| \| \| \| \| \| Thamnophilidae – 238 specie \| \| \| \| |
|  |                                                                                            |
|  | Conopophagidae – 12 specie                                                                 |
|  |                                                                                            |
|  | Thamnophilidae – 238 specie                                                                |
|  |                                                                                            |

|  | Conopophagidae – 12 specie  |
|  |                             |
|  | Thamnophilidae – 238 specie |
|  |                             |

|  | Rhinocryptidae – 65 specie                                                             |
|  |                                                                                        |
|  | \| \| Formicariidae – 12 specie \| \| \| \| \| \| Furnariidae – 315 specie \| \| \| \| |
|  |                                                                                        |
|  | Formicariidae – 12 specie                                                              |
|  |                                                                                        |
|  | Furnariidae – 315 specie                                                               |
|  |                                                                                        |

|  | Formicariidae – 12 specie |
|  |                           |
|  | Furnariidae – 315 specie  |
|  |                           |

|  | Rhinocryptidae – 65 specie                                                             |
|  |                                                                                        |
|  | \| \| Formicariidae – 12 specie \| \| \| \| \| \| Furnariidae – 315 specie \| \| \| \| |
|  |                                                                                        |
|  | Formicariidae – 12 specie                                                              |
|  |                                                                                        |
|  | Furnariidae – 315 specie                                                               |
|  |                                                                                        |

|  | Formicariidae – 12 specie |
|  |                           |
|  | Furnariidae – 315 specie  |
|  |                           |

|  | Melanopareiidae – 5 specie                                                                 |
|  |                                                                                            |
|  | \| \| Conopophagidae – 12 specie \| \| \| \| \| \| Thamnophilidae – 238 specie \| \| \| \| |
|  |                                                                                            |
|  | Conopophagidae – 12 specie                                                                 |
|  |                                                                                            |
|  | Thamnophilidae – 238 specie                                                                |
|  |                                                                                            |

|  | Conopophagidae – 12 specie  |
|  |                             |
|  | Thamnophilidae – 238 specie |
|  |                             |

|  | Rhinocryptidae – 65 specie                                                             |
|  |                                                                                        |
|  | \| \| Formicariidae – 12 specie \| \| \| \| \| \| Furnariidae – 315 specie \| \| \| \| |
|  |                                                                                        |
|  | Formicariidae – 12 specie                                                              |
|  |                                                                                        |
|  | Furnariidae – 315 specie                                                               |
|  |                                                                                        |

|  | Formicariidae – 12 specie |
|  |                           |
|  | Furnariidae – 315 specie  |
|  |                           |

|  | Rhinocryptidae – 65 specie                                                             |
|  |                                                                                        |
|  | \| \| Formicariidae – 12 specie \| \| \| \| \| \| Furnariidae – 315 specie \| \| \| \| |
|  |                                                                                        |
|  | Formicariidae – 12 specie                                                              |
|  |                                                                                        |
|  | Furnariidae – 315 specie                                                               |
|  |                                                                                        |

|  | Formicariidae – 12 specie |
|  |                           |
|  | Furnariidae – 315 specie  |
|  |                           |

|  | Cotingidae – 66 specie                                                            |
|  |                                                                                   |
|  | \| \| Tityridae – 45 specie \| \| \| \| \| \| Tyrannidae – 447 specie \| \| \| \| |
|  |                                                                                   |
|  | Tityridae – 45 specie                                                             |
|  |                                                                                   |
|  | Tyrannidae – 447 specie                                                           |
|  |                                                                                   |

|  | Tityridae – 45 specie   |
|  |                         |
|  | Tyrannidae – 447 specie |
|  |                         |

|  | Cotingidae – 66 specie                                                            |
|  |                                                                                   |
|  | \| \| Tityridae – 45 specie \| \| \| \| \| \| Tyrannidae – 447 specie \| \| \| \| |
|  |                                                                                   |
|  | Tityridae – 45 specie                                                             |
|  |                                                                                   |
|  | Tyrannidae – 447 specie                                                           |
|  |                                                                                   |

|  | Tityridae – 45 specie   |
|  |                         |
|  | Tyrannidae – 447 specie |
|  |                         |

|  | Melanopareiidae – 5 specie                                                                 |
|  |                                                                                            |
|  | \| \| Conopophagidae – 12 specie \| \| \| \| \| \| Thamnophilidae – 238 specie \| \| \| \| |
|  |                                                                                            |
|  | Conopophagidae – 12 specie                                                                 |
|  |                                                                                            |
|  | Thamnophilidae – 238 specie                                                                |
|  |                                                                                            |

|  | Conopophagidae – 12 specie  |
|  |                             |
|  | Thamnophilidae – 238 specie |
|  |                             |

|  | Rhinocryptidae – 65 specie                                                             |
|  |                                                                                        |
|  | \| \| Formicariidae – 12 specie \| \| \| \| \| \| Furnariidae – 315 specie \| \| \| \| |
|  |                                                                                        |
|  | Formicariidae – 12 specie                                                              |
|  |                                                                                        |
|  | Furnariidae – 315 specie                                                               |
|  |                                                                                        |

|  | Formicariidae – 12 specie |
|  |                           |
|  | Furnariidae – 315 specie  |
|  |                           |

|  | Rhinocryptidae – 65 specie                                                             |
|  |                                                                                        |
|  | \| \| Formicariidae – 12 specie \| \| \| \| \| \| Furnariidae – 315 specie \| \| \| \| |
|  |                                                                                        |
|  | Formicariidae – 12 specie                                                              |
|  |                                                                                        |
|  | Furnariidae – 315 specie                                                               |
|  |                                                                                        |

|  | Formicariidae – 12 specie |
|  |                           |
|  | Furnariidae – 315 specie  |
|  |                           |

|  | Melanopareiidae – 5 specie                                                                 |
|  |                                                                                            |
|  | \| \| Conopophagidae – 12 specie \| \| \| \| \| \| Thamnophilidae – 238 specie \| \| \| \| |
|  |                                                                                            |
|  | Conopophagidae – 12 specie                                                                 |
|  |                                                                                            |
|  | Thamnophilidae – 238 specie                                                                |
|  |                                                                                            |

|  | Conopophagidae – 12 specie  |
|  |                             |
|  | Thamnophilidae – 238 specie |
|  |                             |

|  | Rhinocryptidae – 65 specie                                                             |
|  |                                                                                        |
|  | \| \| Formicariidae – 12 specie \| \| \| \| \| \| Furnariidae – 315 specie \| \| \| \| |
|  |                                                                                        |
|  | Formicariidae – 12 specie                                                              |
|  |                                                                                        |
|  | Furnariidae – 315 specie                                                               |
|  |                                                                                        |

|  | Formicariidae – 12 specie |
|  |                           |
|  | Furnariidae – 315 specie  |
|  |                           |

|  | Rhinocryptidae – 65 specie                                                             |
|  |                                                                                        |
|  | \| \| Formicariidae – 12 specie \| \| \| \| \| \| Furnariidae – 315 specie \| \| \| \| |
|  |                                                                                        |
|  | Formicariidae – 12 specie                                                              |
|  |                                                                                        |
|  | Furnariidae – 315 specie                                                               |
|  |                                                                                        |

|  | Formicariidae – 12 specie |
|  |                           |
|  | Furnariidae – 315 specie  |
|  |                           |